# Медресе

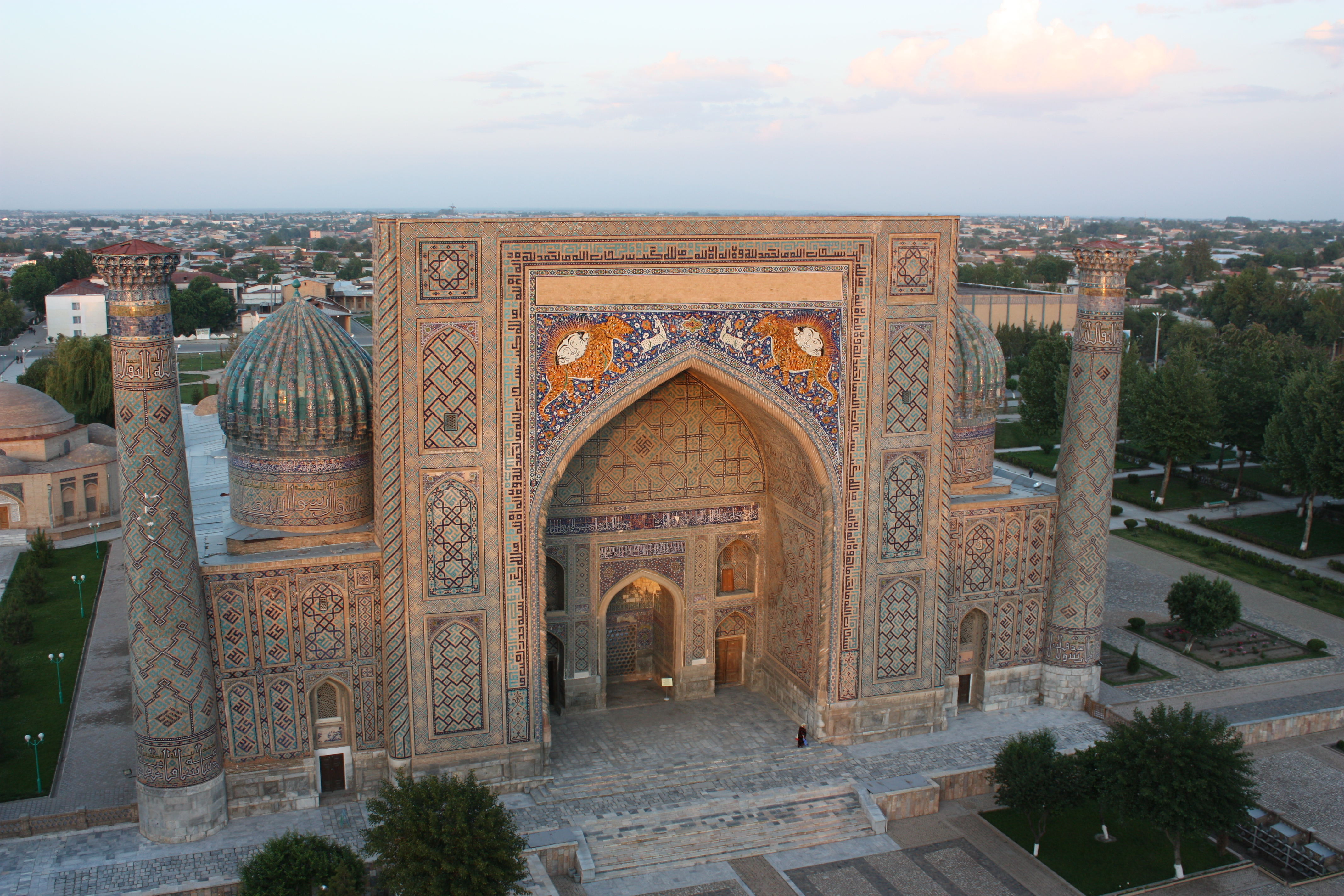
Медресе Шердор — одно из трёх наиболее известных медресе в Самарканде, построенное в 1619—1636 годах на площади Регистан

Медресе́ (араб. مدرسة‎ [ма́драса], дословно — «место учения», «место, где проходит обучение»; от араб. درس [да́раса] — «учить») — мусульманское религиозно-просветительское и учебное заведение второй ступени (после начальной). Выполняет функцию средней общеобразовательной школы и мусульманской духовной семинарии. Обучение в медресе раздельное и бесплатное. В медресе поступают после окончания мектеба (мактаба) или домашней коранической школы. Выпускники медресе имеют право поступать в университет.
В средние века это был единственный высший общеобразовательный институт в исламском мире, где готовили служителей культа, учителей начальных школ, а также служащих государственного аппарата. Медресе заканчивали ведущие учёные Арабского мира.

## История
В первые века ислама функции медресе исполняла мечеть. Относительно времени и места возникновения медресе как самостоятельной организации ведутся дискуссии. Считается, что первые медресе начали функционировать в Мавераннахре и Хорасане.
К самым ранним медресе относится медресе в Бухаре, которое упомянуто в описании пожара Бухары 937 года. Первые попытки создания централизованной системы образования были сделаны при Аббасидах. Широко распространено мнение, что медресе появились в государстве Сельджукидов (XI—XII века) в качестве реакции суннитов на создание Фатимидами-исмаилитами в Египте очагов пропаганды шиизма — Дворцов мудрости (Дар аль-хикма) и Домов науки (Дар аль-илм). Разветвлённая сеть медресе помогла Сельджукидам популяризировать постулаты суннитского ислама. Прообразом медресе как государственного учреждения мог быть Дом мудрости (Байт аль-хикма) в Багдаде, основанный халифом Харун ар-Рашидом. В стенах Дома мудрости, более известного как Академия аль-Маамуна (813—833), переводились на арабский язык античные трактаты по философии, астрономии, медицине, механике и т. д.
Караханидский правитель Мавераннахра Тамгач-хан приказал основать в Самарканде «мадрасу, которая станет местом собраний людей науки и религии и включит в себя мечеть, учебные классы, школу для обучения Корану, класс чтеца Корана… подсобные помещения, двор и сад». В XI веке визирь Сельджукидов Низам аль-Мульк создал широкую сеть медресе ан-Низамийя, которая финансировалась государством на основе системы вакфа. В них преподавали известные учёные и правоведы (напр., аль-Газали). Наряду с религиозными науками преподавались астрономия, философия, математика, история и т. д. По образцу «Низамийи» медресе создавались в различных городах, а финансирование из вакфа делало их практически независимыми. Педагоги в медресе получали жалованье, студенты обеспечивались жильём и питанием. Медресе основывали также египетский султан Салах ад-Дин (Саладин), зангидский правитель Нур ад-Дин (сер. XII века).
Медресе получили особенно важное институциональное значение (нараду с вакуфами) как инструмент идеологического подавления в тех регионах, где новоприбывшая мусульманская военная элита была вынуждена бороться с остатками хорошо укоренившихся, но экономически слабых христианских институтов (к примеру, в отбитой у византийцев Анатолии, где после 1071 года сформировался Сельджукский султанат).
Медресе и библиотеки при них существовали обычно на частные пожертвования (вакф).
Система мусульманского образования на протяжении многих веков была самой передовой, она оказала влияние на становление системы колледжей в средневековой Западной Европе. Однако позднее медресе не могли конкурировать с европейской системой образования. В Новое время медресе пришли в упадок. Мусульманские реформаторы предпринимали попытки перестроить принципы функционирования медресе. В последней трети XIX—XX веках стали обновляться методика преподавания, а также традиционный набор изучаемых в них предметов и учебников (см. Джадидизм). Во второй трети XX века часть медресе вошла в состав университетов.
В связи с реорганизацией системы народного образования, проведённой в 1960-е годы во многих странах ислама, сложились два основных типа медресе: светского характера, представляющие собой среднюю или высшую общеобразовательную школу, входящую в систему народного образования, и медресе чтения Корана, готовящие служителей религии. Кроме государственных и конфессиональных, действует небольшое число частных платных медресе. В светских медресе изучение Корана обязательно.
Во время религиозных гонений в СССР были закрыты все мусульманские школы — за исключением бухарского медресе Мири-Араб и ташкентского Барак-хана (с 1971 Исламский университет). В них велась подготовка кадров мусульманского духовенства.
После распада СССР в странах СНГ стала восстанавливаться сеть медресе.

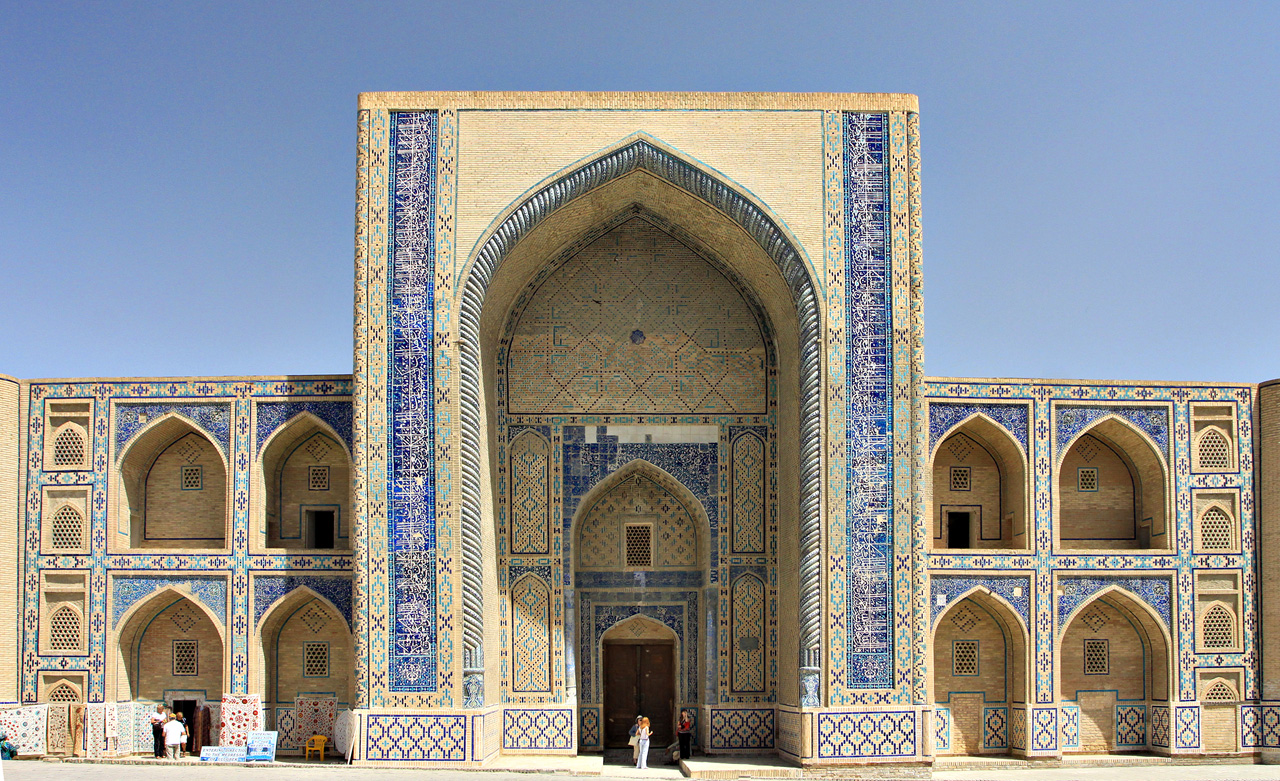
Медресе Улугбека в Бухаре

## Учебные предметы
Главными предметами изучения и преподавания являются:
- рецитация Корана (таджвид) и его толкование (тафсир),
- исламское предание (хадис) и история,
- арабский язык и литература,
- исламское право (фикх),
- исламское вероучение (акида и калам),
- некоторые прикладные дисциплины (математика, астрономия, медицина)[1].

Обучение велось в форме лекций, также обучение строится на вопросах-ответах между учителями и учениками.
В Османской империи составлялись государственные программы обучения в медресе.
В средние века медресе были не только очагами мусульманского богословия, но имели и определённое культурное значение.

## Архитектура медресе
Как тип архитектурного сооружения медресе сложилось на востоке мусульманского мира в X—XII веках (медресе Фарджек в Бухаре, X век, не сохранилось); Низамие в Харгирде, Иран, XII век). С XII—XIII веков медресе строились на Ближнем Востоке (медресе ан-Нурия аль-Кубра в Дамаске, XII век, Мустансирия в Багдаде, XIII век), с XIII—XIV веков — на севере Африки (медресе Саффарин в Фесе, XIII век, Хасана в Каире, XIV век).
При общей типологии медресе различных областей отличаются друг от друга по планировке и конструкциям. В медресе Средней Азии мечеть и аудитория расположены в корпусе здания, по обе стороны портала (находящегося на оси главного фасада), в Сирии и Египте они занимают открытые во двор лоджии. В Малой Азии дворик медресе обычно покрывается большим куполом. В Азии перекрытиями служат своды, в Северной Африке — стропильные крыши с черепичными кровлями. Медресе украшаются резьбой по стуку, камню и дереву, а также резной терракотой и поливными плитками. К числу выдающихся образцов мирового зодчества принадлежат медресе Бу-Инания в Фесе (XIV век), Улугбека в Бухаре (XV век), Мири-Араб в Бухаре (XVI век).
Ранние медресе обычно не имели жилых помещений. Вероятно, во второй половине XI века появились комнаты для преподавателей и студентов. В XII—XIII веках получил развитие тип здания, основу которого составил квадратный или прямоугольный в плане двор с учебными, молитвенными, жилыми и хозяйственными помещениями по сторонам; часть или всё пространство двора занимал сад.
Жилые комнаты обычно располагались на верхних этажах либо в зонах между айванами, служившими аудиториями и летней молельней (на стороне киблы); учебные залы и библиотека устраивались в угловых помещениях и по сторонам входа. С XII—XIII века египетские и сирийские медресе нередко составляли единый комплекс с усыпальницей основателя (Медресе-мечеть султана Хасана в Каире, 1356—1363; ан-Нурия в Дамаске, 1172). На Западе мусульманского мира медресе отличались камерностью и детально разработанным многоцветным декором дворовых интерьеров и фасадов (Медресе Аттарин в Фесе, 1325).
В эпоху великих империй (Тимуридов, Сефевидов, Османов) медресе, как и соборные мечети, получили нарядные порталы с орнаментами и религиозными надписями, и заняли важное место в композиции городских архитектурных ансамблей (Регистан в Самарканде — медресе Улугбека, 1417—1420; Шир-Дор, 1619—1635/36; и Тилля-Кари, 1646/47).
Медресе стали неотъемлемой частью мусульманской культуры, городской и сельской архитектуры. К числу наиболее известных исторических медресе относятся также аль-Азхар в Каире, аз-Зейтун в Тунисе, Мири-Араб в Бухаре, Мисбахия в Марокко, Бу-Инания в Фесе.
В XVIII—XIX веках мусульманские учебные здания возводились в традиционных формах (Медресе Мухаммед Амин-хана в Хиве, 1851—1854). Со второй половины XX века здания медресе имеют современные архитектурные формы (Медресе-университет аль-Мустансирия в Багдаде, 1970-е гг.; университетский городок близ Дохи, Катар, кон. 1990-х — нач. 2000-х гг.).